# IPAQ

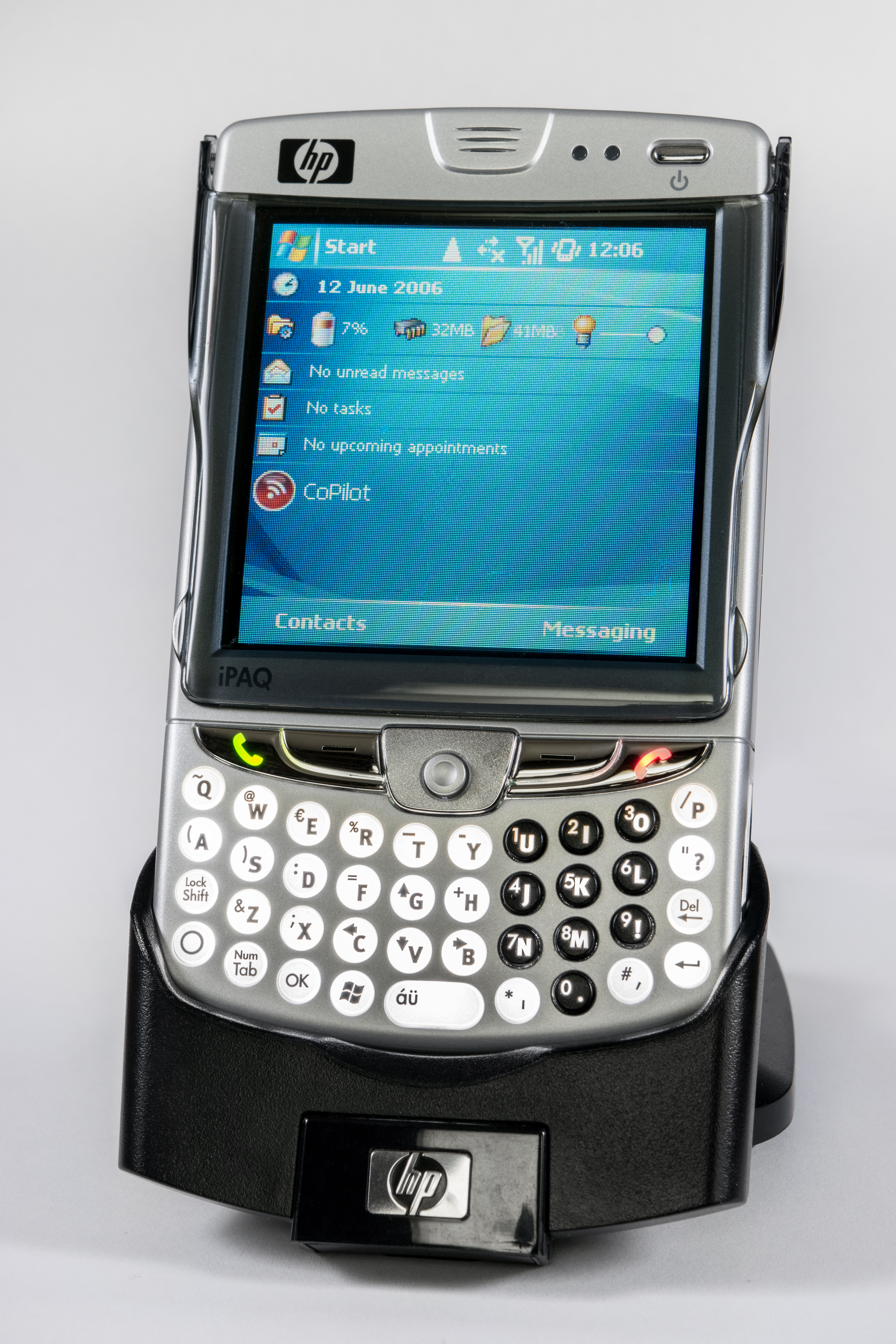
HP iPAQ HW910 КПК

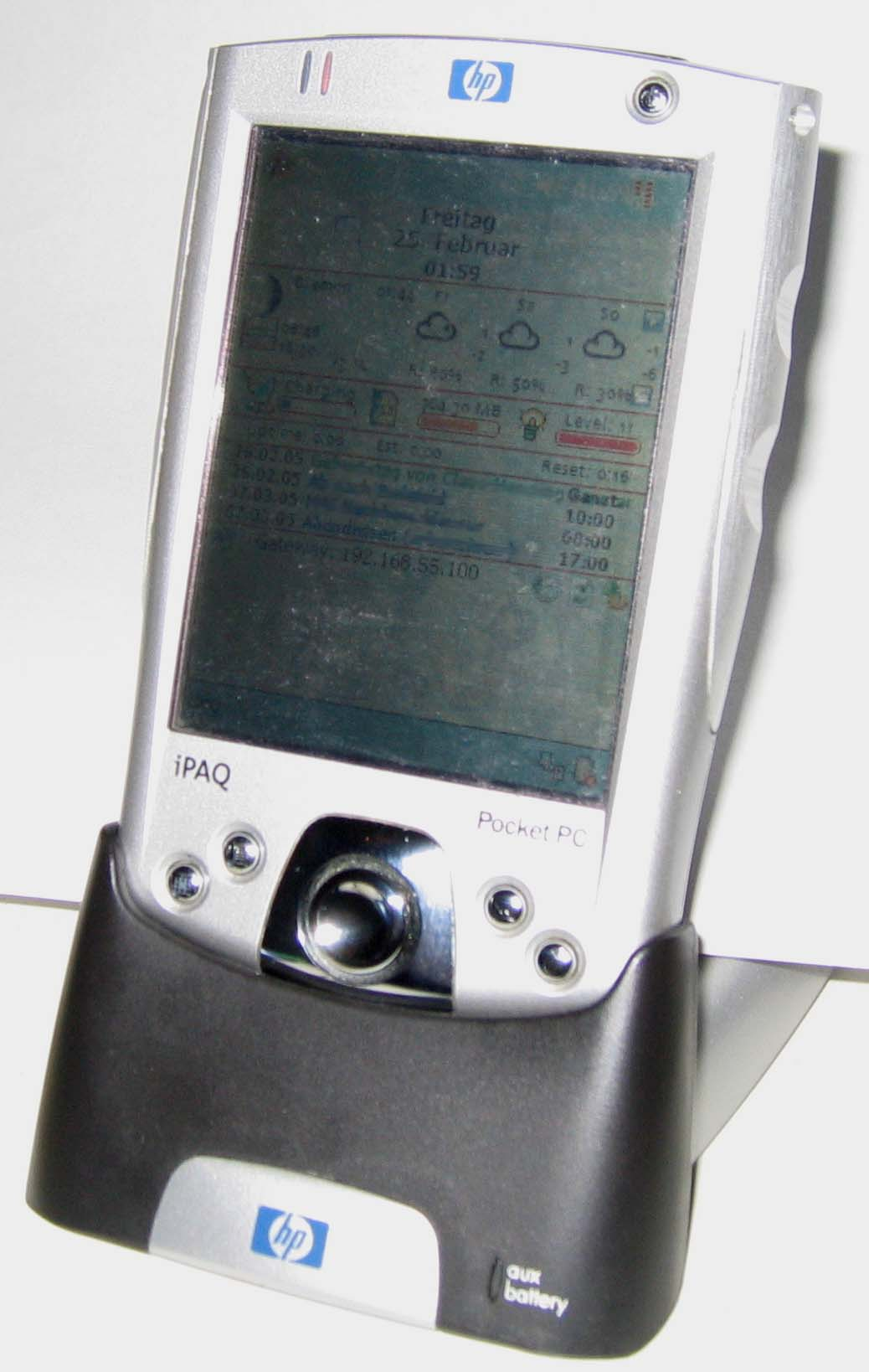
модифікований Hewlett-Packard iPAQ 2210

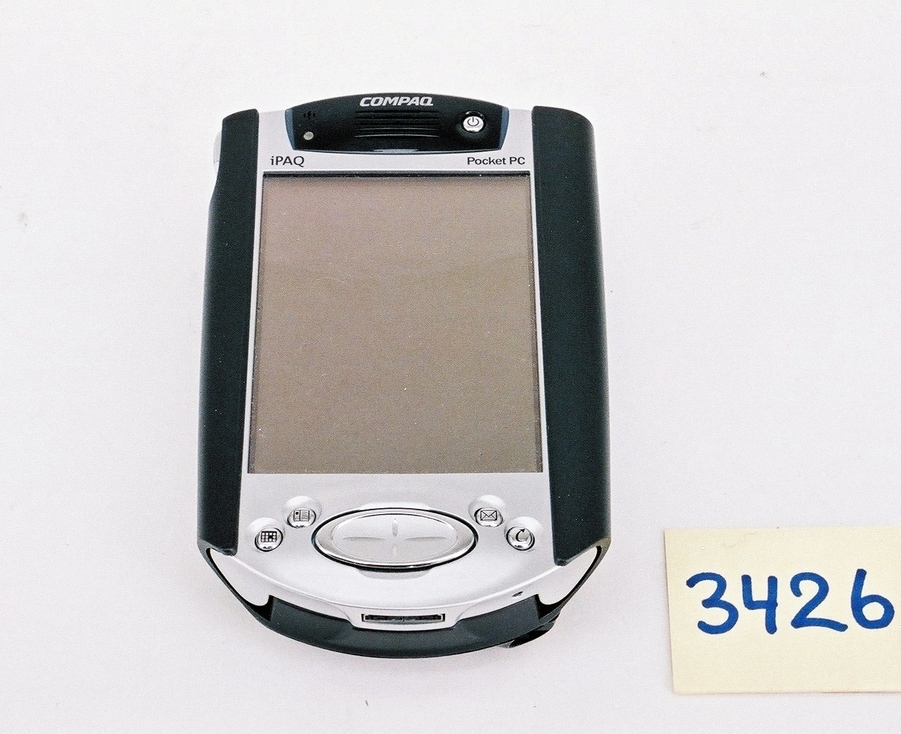
Модель серії Compaq iPAQ 3800

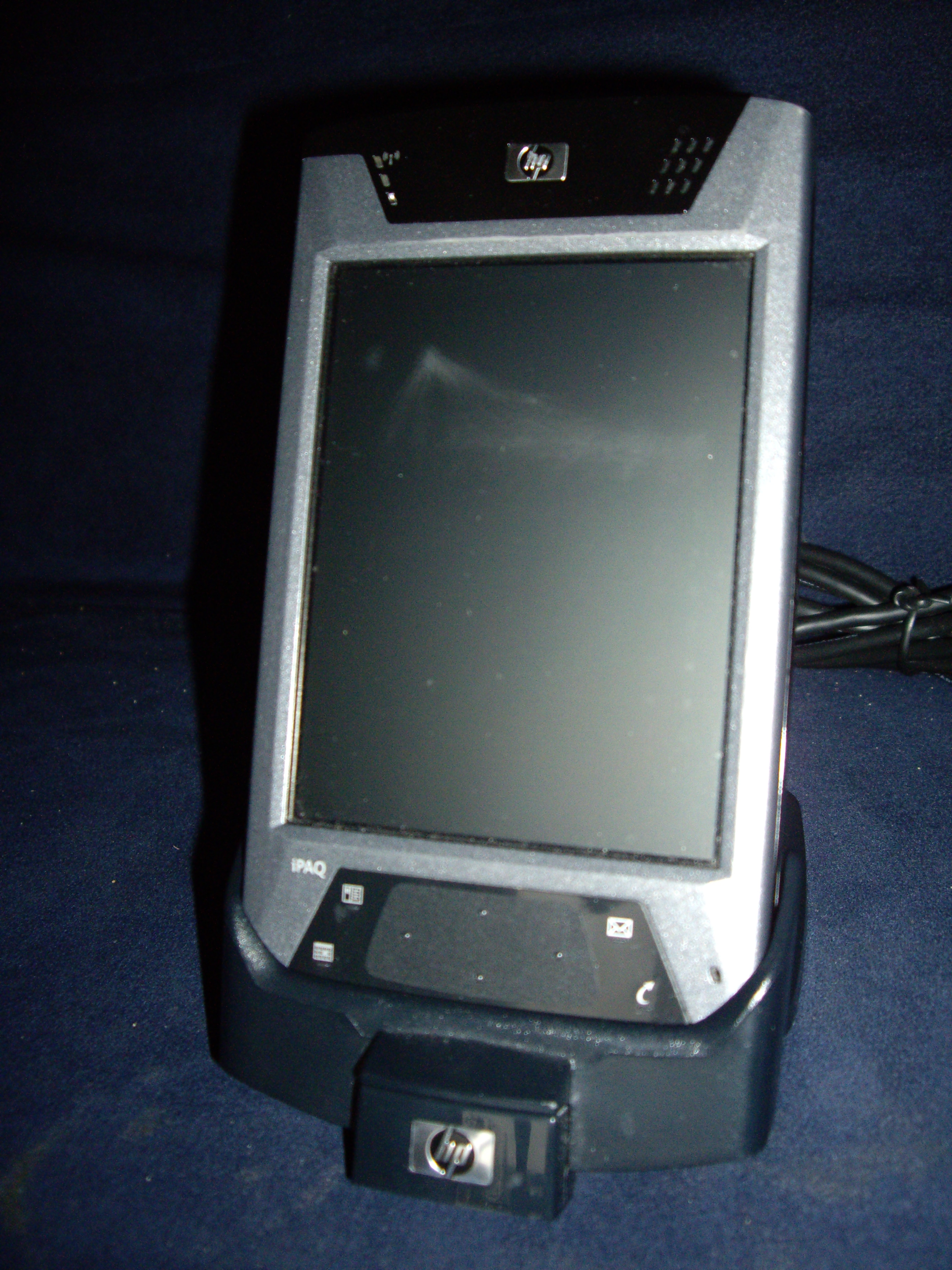
Hewlett-Packard iPAQ 4700

iPAQ — знятий з виробництва кишеньковий ПК і персональний цифровий помічник, який вперше був представлений компанією Compaq у квітні 2000 року.
У лінійку пристроїв HP iPAQ увійшли КПК, смартфони та GPS-навігатори. Значна кількість пристроїв була передана тайванській корпорації HTC.
Назву було запозичено у попередніх настільних персональних комп’ютерів від Compaq iPAQ. Після придбання Compaq компанією Hewlett-Packard цей продукт почала продавати компанія HP. Пристрої використовують інтерфейс Windows Mobile. На додаток до цього, існує кілька дистрибутивів Linux, які також стабільно працюють на деяких із цих пристроїв. Раніше блоки були модульними. Були випущені накладні аксесуари під назвою «jackets» тобто з перекладу "рюкзаки", які ковзають навколо пристрою та додають такі функції, як зчитувач карток, бездротова мережа інтернету, GPS і додаткові вбудовані батареї. Пізніші версії iPAQ мають більшість із цих функцій, інтегрованих у сам базовий пристрій, деякі з них включають мобільну телефонію GPRS (слот для SIM-карти та радіо).

## історія
iPAQ був розроблений компанією Compaq на основі еталонних плат SA-1110 "Assabet" і SA-1111 "Neponset", розроблених групою розробників StrongARM, розташованою на заводі Digital Equipment Corporation у Хадсоні, Массачусетс, США. У той час, коли ці плати були в розробці, це підприємство було придбано компанією Intel. Коли плата "Assabet" поєднується з платою супутнього процесора "Neponset", вони забезпечують підтримку 32 мегабайт SDRAM на додаток до слотів CompactFlash і PCMCIA, а також послідовної аудіошини I2S або AC-Link, інтерфейсів миші PS/2 і трекпада., хост-контролер USB і 18 додаткових контактів GPIO. Також були доступні програмні драйвери для Ethernet-пристроїв CompactFlash, пристроїв зберігання IDE, таких як IBM Microdrive і Wi-Fi-пристрій Lucent WaveLAN/IEEE 802.11. Попередній дослідницький портативний пристрій на основі StrongARM SA-1100 під назвою «Itsy» був розроблений у дослідницькій лабораторії Digital Equipment Corporation (пізніше стала дослідницькою лабораторією Compaq).
Першим кишеньковим ПК iPAQ була серія H3600, випущена в 2000 році. Він працював під управлінням операційної системи Microsoft Pocket PC 2000 і мав РК-дисплей 240 x 320 пікселів з 4096 кольорами, 32 МБ оперативної пам’яті та 16 МБ ПЗП. У січні 2001 року Compaq випустила кишеньковий ПК серії H3100 подібних дизайнів  Це була дешевша модель  з монохромним РК-дисплеєм у 15 градаціях сірого, 16 МБ оперативної пам’яті та темно-сірою D-pad замість хромованої D-pad його попередника. На зміну серії H3600 прийшли серії H3800 і H3900, які зберегли той самий форм-фактор, але мали інше розташування кнопок на панелі.
Невдовзі після злиття HP із Compaq у 2002 році HP припинила виробництво своєї лінійки Jornada кишенькових комп’ютерів із ОС Microsoft Windows і продовжила лінійку iPAQ, яка розпочалася під керівництвом Compaq.
У червні 2003 року HP припинила випуск лінійки iPAQ h3xxx і представила лінійку iPAQ h1xxx, орієнтовану на покупців, які цінують ціну, лінійку h2xxx для споживачів і лінійку h5xxx, орієнтовану на бізнес-клієнтів. Вони продавалися з попередньо встановленою операційною системою Windows Mobile for Pocket PC 2003. Серія iPAQ h63xx під керуванням версії Phone Edition Windows Mobile 2003, серії hx47xx і серії rz17xx, обидві під керуванням другої версії Windows Mobile 2003, були представлені в серпні 2004 року.
У серпні 2004 року HP випустила серії мобільних медіа-супутників rz17xx і rx3xxx. Ці пристрої були орієнтовані на споживачів, а не на традиційну корпоративну аудиторію. Акцент було зроблено на медіа-функціях, таких як NEVO TV Remote та Mobile Media. Вони працювали на Windows Mobile 2003SE.
У лютому 2005 року серія iPAQ Mobile Messenger hw6500 була представлена вибраним ЗМІ на конференції 3GSM у Каннах, Франція. Через рік її замінила серія hw6900, що працює на Windows Mobile 5.
У 2007 році були випущені КПК/медійні пристрої iPAQ rx4000 Mobile Media Companion і КПК/GPS-пристрої rx5000 Travel Companion. Обидві серії iPAQ працюють з операційною системою Windows Mobile 5 (WM5), як і серії hx2000 і hw6900. Перший пристрій HP Windows Mobile 6, iPAQ 500 Series Voice Messenger, зі стандартною операційною системою Windows Mobile 6 (WM6) і цифровою панеллю, був випущений у тому ж році.
Вся лінійка iPAQ була повністю оновлена завдяки представленню п’яти нових серій iPAQ, які доповнювали представлення Voice Messenger серії iPAQ 500 на початку року. Анонсовані моделі: Classic Handheld 100 Series, Enterprise Handheld 200 Series, Travel Companion 300 Series, Business Navigator 600 Series та Business Messenger 900 Series. Серії 100 і 200 — це звичайні кишенькові комп’ютери з сенсорним екраном без функції телефону під керуванням WM6. Travel Companion серії 300 не є КПК; Продається як персональний навігаційний пристрій, це портативний GPS-пристрій, що працює на базі операційної системи Windows CE 5.0 із спеціальним інтерфейсом користувача. Серії 600 і 900 — це телефони з вбудованим GPS і можливостями 3G, які працюють під керуванням WM6 Professional. Серія 600 має цифрову панель, а серія 900 — повну клавіатуру QWERTY.
Hewlett-Packard представила смартфон iPAQ Pocket PC, який виглядає як звичайний мобільний телефон і підтримує VoIP. Серія HP iPAQ 500 Series Voice Messenger.
У грудні 2009 року HP випустила iPAQ Glisten, що працює на Windows Mobile 6.5, було заподіяно значних зусиль у створенні пристрою.
У середині серпня 2011 року HP оголосила про припинення випуску всіх пристроїв з webOS.

## Список моделей

### Сумісні з Jacket
Ці старіші моделі сумісні з iPAQ Jacket, який підтримує 1 × CompactFlash, 1 × PC Card або 2 × слоти для PC Card.
iPAQ jacket PN 173396-001 PCMCIA (порт ПК) 1 × внутрішній літій-іонний акумулятор PN 167648 3,7 V 1500 мАг (з можливістю оновлення).
| Модель(варіанти)     | ДатаРелізу | ОЗП (Байт) | ROM (MiB) | Слоти  | CPU     | CPU Clock (MHz) | OS              | WiFi    | Bluetooth | IrDA | PN 173396-001 | Special Feature                                       |
| -------------------- | ---------- | ---------- | --------- | ------ | ------- | --------------- | --------------- | ------- | --------- | ---- | ------------- | ----------------------------------------------------- |
| H3650 (H3630, H3635) | 2000       | 32         | 16        | None   | SA-1110 | 206             | PPC2000         | None    | None      | Yes  | Yes           | 4096-color display                                    |
| H3150 (H3130, H3135) | 2001       | 16         | 16        | None   | SA-1110 | 206             | PPC2000         | None    | None      | Yes  |               | 4-bit gray scale display                              |
| H3670 (H3660)        | 2001       | 64         | 16        | None   | SA-1110 | 206             | PPC2000         |         |           | Yes  | Yes           |                                                       |
| H3760                |            | 64         | 32        | None   | SA-1110 | 206             | PPC2002         |         |           |      |               |                                                       |
| H3830 (Rosella)      |            | 32         | 32        | 1SD    | SA-1110 | 206             | PPC2002 Premium |         |           | Yes  |               |                                                       |
| H3850                |            | 64         | 32        | 1SD    | SA-1110 | 206             | PPC2002         |         |           |      |               |                                                       |
| H3870                |            | 64         | 32        | 1SD    | SA-1110 | 206             | PPC2002         |         | BT1.1     | Yes  | Yes           |                                                       |
| H3950                |            | 64         | 32        | 1SD/IO | PXA250  | 400             | PPC2002 Premium |         |           | Yes  |               | NEVO TV Remote Software                               |
| H3970                |            | 64         | 48        | 1SD    | PXA250  | 400             | PPC2002 Premium |         | BT1.1     | Yes  | Yes           | NEVO TV Remote Software                               |
| H5150                |            | 64         | 32        | 1SD    | PXA255  | 400             | WM2003          |         | BT1.1     | Yes  | Yes           | NEVO TV Remote Software                               |
| H5400                |            | 64         | 48        | 1SD    | PXA250  | 400             | WM2003          | 802.11b | BT1.1     | Yes  | Yes           | NEVO TV Remote Software, Biometric Fingerprint reader |
| H5500                |            | 128        | 48        | 1SD    | PXA255  | 400             | WM2003          | 802.11b | BT1.1     | Yes  | Yes           | Biometric Fingerprint reader                          |

### Новіші моделі
- SDIO може підтримувати до 2 ГБ.[11]

| Модель           | ДатаРелізу       | ОЗП(MiB) | ROM (MiB) | Слоти          | CPU               | CPU Clock (MHz) | OS              | WiFi      | Bluetooth    | More                                                        |
| ---------------- | ---------------- | -------- | --------- | -------------- | ----------------- | --------------- | --------------- | --------- | ------------ | ----------------------------------------------------------- |
| H1910            | 2002             | 64       | 16        | 1 SD           | PXA250            | 200             | PPC2002         | No        | No           | No RS-232 Support                                           |
| H1915            | 2002             | 64       | 16        | 1 SD           | PXA255            | 200             | PPC2002         | No        | No           | No RS-232 Support                                           |
| H1930            | 2003             | 64       | 16        | 1 SDIO         | S3C2410           | 203             | WM2003          | No        | No           | No RS-232 Support                                           |
| H1940            | 2003             | 64       | 32        | 1 SDIO         | S3C2410           | 266             | WM2003          | No        | BT1.1        | No RS-232 Support                                           |
| rx1950           | 2005             | 32       | 64        | 1 SDIO         | S3C2442           | 300             | WM5             | 802.11b   | No           |                                                             |
| rx1950 Navigator |                  | 32       | 64        | 1 SDIO         | S3C2442           | 300             | WM5             | 802.11b   | No           | GPS                                                         |
| H2100            |                  | 64       | 64        | 1CF 1SDIO      | PXA270            | 312             | WM2003          | 802.11b   | No           |                                                             |
| H2110            |                  | 64       | 64        | 1CF 1SDIO      | PXA270            | 312             | WM2003SE        | No        | Yes          |                                                             |
| H2210 or H2215   |                  | 64       | 32        | 1CF 1SDIO      | PXA255            | 400             | WM2003          | No        | BT1.1        | NEVO TV Remote Software v2.0                                |
| H4150            | October 15, 2003 | 64       | 32        | 1SDIO          | PXA255            | 400             | WM2003          | 802.11b   | BT1.1        |                                                             |
| H4350            |                  | 64       | 32        | 1SDIO          | PXA255            | 400             | WM2003          | 802.11b   | BT1.1        | Integrated QWERTY keyboard                                  |
| hx2100           |                  | 64       | 64        | 1CF 1SDIO      | PXA270            | 312             | WM5             | No        | BT           | IrDA, USB 2.0                                               |
| hx2110           |                  | 64       | 64        | 1CF 1SDIO      | PXA270            | 312             | WM2003SE        | No        | BT1.2        | IrDA, USB 1.1                                               |
| hx2190b          |                  | 64       | 192       | 1CF 1SDIO      | PXA270            | 312             | WM5             | No        | BT1.2        | IrDA, USB 2.0                                               |
| hx2200           |                  | 64       | ??        | 1CF 1SDIO      | PXA250            | 400             | PPC2003 Premium | Yes       | No           |                                                             |
| hx2410           |                  | 64       | 64        | 1CF 1SDIO      | PXA270            | 520             | WM2003SE        | 802.11b   | BT1.2        |                                                             |
| hx2415           |                  | 64       | 64        | 1CF 1SDIO 1MMC | PXA270            | 520             | WM2003SE        | 802.11b   | BT1.2        |                                                             |
| hx2490b          |                  | 64       | 192       | 1CF 1SDIO      | PXA270            | 520             | WM5 Premium     | 802.11b   | BT           | IrDA, USB 2.0                                               |
| hx2490c          |                  | 64       | 512       | 1CF 1SDIO      | PXA270            | 520             | WM5 Premium     | 802.11b   | BT           | IrDA, USB 2.0                                               |
| hx2495b          |                  | 64       | 192       | 1CF 1SDIO      | PXA270            | 520             | WM5             | 802.11b   | BT1.7.1      |                                                             |
| hx2750           |                  | 128      | 128       | 1CF 1SDIO      | PXA270            | 624             | WM2003SE        | 802.11b   | BT1.2        |                                                             |
| hx2790           | October, 2005    | 64       | 192       | 1CF 1SDIO      | PXA270            | 624             | WM5             | 802.11b   | BT1.7.1      |                                                             |
| hx2790b          | 2005             | 64       | 320       | 1CF 1SDIO      | PXA270            | 624             | WM5             | 802.11b   | BT1.7.1      |                                                             |
| hx2790c          | 2005             | 64       | 512       | 1CF 1SDIO      | PXA270            | 624             | WM5             | 802.11b   | BT1.7.1      |                                                             |
| hx4700           | 2004             | 64       | 128       | 1CF 1SDIO      | PXA270            | 624             | WM2003SE        | 802.11b   | BT1.2        | VGA, 5.0 officially, may be unofficially upgraded to WM 6.5 |
| rz1700           |                  | 32       | 32        | 1SDIO          | S3C2410           | 203             | WM2003SE        | No        | No           |                                                             |
| rz1710           |                  | 25       | ??        | 1SDIO 1SD/MMC  | S3C2410           | 203             | WM2003SE        | No        | No           | Full RS 232, IrDA                                           |
| rx1950           |                  | 64       | 32        | 1SDIO 1SD/MMC  | SC32442           | 300             | WM5.0           | 802.11b   | unknown      | May be unofficially upgraded to WM 6.1                      |
| rx3100           |                  | 64       | 32        | 1SDIO          | S3C2440           | 300             | WM2003SE        | 802.11b   | BT1.2        | NEVO TV Remote Software v2.0                                |
| rx3115           |                  | 64       | 32        | 1SDIO          | S3C2440           | 300             | WM2003SE        | 802.11b   | BT1.2        | NEVO TV Remote Software v2.0                                |
| rx3415           |                  | 64       | 32        | 1SDIO          | S3C2440           | 400             | WM2003SE        | 802.11b   | BT1.2        | NEVO TV Remote Software v2.0                                |
| rx3417           |                  | 64       | 64        | 1SDIO          | S3C2440           | 400             | WM2003SE        | 802.11b   | BT1.2        | NEVO TV Remote Software v2.0                                |
| rx3700           |                  | 64       | 128       | 1SDIO          | S3C2440           | 400             | WM2003SE        | 802.11b   | BT1.2        | Camera                                                      |
| rx3715           |                  | 64       | 128       | 1SDIO          | S3C2440           | 400             | WM2003SE        | 802.11b   | BT1.2        | IrDA, 1.2 MP Camera, NEVO TV Remote Software v2.0           |
| h6300            |                  | 64       | 64        | 1SDIO          | TI OMAP           | 168             | WM2003          | 802.11b   | BT1.1        | GPRS/Camera                                                 |
| h6310            |                  | 64       | 64        | 1SDIO          | TI OMAP 1510      | 168             | WM2003          | 802.11b   | BT1.1        | GPRS                                                        |
| hw6500           |                  | 64       | 64        | 1SDIO 1miniSD  | PXA270            | 312             | WM2003SE        |           | BT1.2        | GPRS/EDGE, GPS                                              |
| hw6900 (Sable)   |                  | 64       | 64        | 1miniSD        | PXA270            | 416             | WM5.0           | 802.11b   | BT1.2        | GPRS/EDGE, GPS                                              |
| rw6800           |                  | 64       | 128       | 1miniSD        | PXA270            | 416             | WM5.0           | 802.11b   | BT1.2        | GPRS/EDGE                                                   |
| 110              |                  | 64       | 256       | 1SDHC/SDIO     | PXA310            | 624             | WM6.0           | 802.11b/g | BT2.0 w/ EDR |                                                             |
| 210/211/214      |                  | 128      | 256       | 1CF 1SDHC/SDIO | PXA310            | 624             | WM6.0           | 802.11b/g | BT2.0 w/ EDR | VGA,USB Host Support                                        |
| 614c             |                  | 128      | 256       | 1SDHC/SDIO     | PXA270            | 520             | WM6.0           | 802.11b/g | BT2.0 w/ EDR | QVGA, GPRS/EDGE/3G, GPS                                     |
| 910c             |                  | 128      | 256       | 1microSDHC     | PXA270            | 416             | WM6.1           | 802.11b/g | BT2.0 w/ EDR | QVGA, GPRS/EDGE/3G, GPS                                     |
| Glisten          |                  | 256      | 512       | 1microSDHC     | Qualcomm MSM7200A | 533             | WM6.5           | 802.11b/g | BT2.0 w/ EDR | QVGA, GSM/UMTS/HSDPA, aGPS                                  |

## Альтернативні операційні системи для iPAQ

### OpenEmbedded
Дистрибутив OpenEmbedded є (станом на 2016 рік) єдиним активно підтримуваним дистрибутивом Linux для моделей iPAQ через рівень мета-кишенькових пристроїв.

### Familiar Linux
Альтернативною ОС на базі Linux, доступною для iPAQ, була Familiar. У 2007 році він перестав активно підтримуватися.
Він був доступний у середовищі Opie або GPE GUI або як базова система Linux без графічного інтерфейсу користувача, якщо бажано.
І Opie, і GPE надали звичайний пакет PIM (календар, контакти, список справ і нотатки), а також довгий список інших програм. Підтримка розпізнавання рукописного тексту, екранної клавіатури, bluetooth, IrDA та додаткового обладнання, наприклад клавіатури, є стандартними для обох середовищ.
Версія v0.8.4 (2006-08-20) підтримує серії КПК HP iPAQ H3xxx і H5xxx, а також представила початкову підтримку для серій HP iPAQ H2200, Hx4700 і H6300.

### Intimate Linux
На пристроях із додатковою пам’яттю (переважно мікродисках ) є модифікований порт Debian під назвою Intimate. Окрім стандартного робочого столу X11, Intimate також пропонував пакети Opie, GPE та Qtopia. (Qtopia була пакетом PIM на основі QT з додатковою комерційною ліцензією. )

### NetBSD
NetBSD буде встановлено та запущено на iPAQ.

### Plan 9 від Bell Labs
Plan 9 від Bell Labs працює на деяких iPAQ. Архітектура називається "bitsy" за назвою чипсетів на основі ARM, які використовуються в багатьох машинах. У частині вікі «Встановлення на Ipaq» зазначено: «Ці інструкції стосуються Compaq Ipaq і перевірені лише на моделях H3630 і H3650 з 32 МБ оперативної пам’яті». Стосовно iPAQ на сторінці вікі під назвою «Підтримувані КПК» лише згадується, що «відомо, що H3630 і H3650 працюють».

## Оновлення
Серію hx2000 і деякі новіші моделі можна оновити до нових версій Windows Mobile. Ці оновлення можна придбати в HP. Windows Mobile 2003 можна встановити на моделі H3950, H3970, h5450 і, можливо, на інші моделі серії H3xxx із достатньою ємністю ПЗУ. Інші «приготовані» (готові до запуску) диски були надані групою, відомою як xda-developers, і доступні для серії hx2000, hx4700 та інших. Версії з можливістю оновлення для hx2000 і hx4700 включають Windows Mobile 6.0, 6.1 і 6.5, які є найновішими версіями платформи Windows Mobile.

### Внутрішня Li-ion батарея
Моделі iPAQ 3100–3700 оснащено внутрішнім літій-іонним акумулятором PN 167648 3,7 V 1500 мАг, який можна замінити на 2200 мАг. Така ж батарея використовується в корпусі iPAQ PN 173396-001 PCMCIA (порт ПК), який також можна оновити до 2200 мАг. Серії 3800/3900 оснащені 1700 Елемент мАг у стандартній комплектації, також можна збільшити до 2200 мАг. Імовірно, Compaq оновив батарею, щоб впоратися з вимогами до потужності швидшого процесора.

### Оновлення оперативної пам'яті
Внутрішню оперативну пам’ять iPAQ H3970 і hx4700 можна оновити до 128 MB за допомогою спеціалізованої служби для заміни чипів BGA RAM для поверхневого монтажу.

## Дивись також
- Сенсорна панель HP
- HP Slate
- Персональний цифровий помічник
- Windows Mobile
- Hewlett Packard
- HP Jornada – свого роду попередник лінійки iPAQ.
- HTC HD2
- SuperWaba – безкоштовний і відкритий набір для розробки програмного забезпечення для Pocket PC і Linux iPAQ
- Кишеньковий ПК
- imageon